# Collegiata di Santa Juliana
La collegiata di Santa Juliana di Santillana del Mar, in Cantabria, è uno dei monumenti romanici più rappresentativi della regione. Fu dichiarata monumento nazionale spagnolo nel 1889. La località le deve il suo nome: Santillana deriva appunto da Sant Iuliana.
La tradizione vuole che la giovane Giuliana di Nicomedia fosse martirizzata in Asia Minore durante la persecuzione dioclezianea (fine III secolo), e che le sue spoglie fossero traslate in Spagna da monaci pellegrini nel IX secolo. Documenti attestano che già nell'870 furono costruiti una cripta dedicata alla santa, per la custodia e la venerazione delle sue reliquie, e un monastero che fiorì sotto la protezione della nobiltà locale. Il re Ferdinando I di Castiglia diede impulso decisivo alla concessione di importanti privilegi ai monaci, compresa l'attribuzione all'abate della signoria sulla città e i suoi possedimenti. Il monastero, originariamente benedettino, nell'XI secolo acquistò il rango di collegiata retta dai canonici agostiniani
In epoca romanica il tempio originario fu rimpiazzato dall'edificio che, pur con vari ampliamenti e rimaneggiamenti, si è conservato fino ai nostri giorni. Esso risale al XII secolo.